# Jabal Saraj
Jabal Saraj (persiska: جبل سراج) är en ort i Afghanistan. Den ligger i provinsen Parwan, i den nordöstra delen av landet, 70 kilometer norr om huvudstaden Kabul. Jabal Saraj ligger 1 612 meter över havet och antalet invånare är 15 032. Orten är administrativ huvudort i distriktet med samma namn, Jabal Saraj.
Närmaste större samhälle är Charikar, 13 kilometer sydväst om Jabal Saraj. 